# Chiridotea arenicola
Chiridotea arenicola är en kräftdjursart som beskrevs av Wigley 1960. Chiridotea arenicola ingår i släktet Chiridotea och familjen Chaetiliidae. Inga underarter finns listade i Catalogue of Life.